# Петровка (Асекеєвський район)
Петро́вка (рос. Петровка) — присілок у складі Асекеєвського району Оренбурзької області, Росія.

## Населення
Населення — 185 осіб (2010; 244 у 2002).
Національний склад (станом на 2002 рік):
- росіяни — 44 %
- чуваші — 40 %